# Нізамі (фільм)
«Нізамі» (азерб. «Nizami») — радянський художній фільм 1982 року, знятий на кіностудіях «Азербайджанфільм» і «Мосфільм».

## Сюжет
Історико-біографічний кинороман, присвячений великому поету і філософу-гуманісту Сходу Нізамі Гянджеві, що жив на рубежі XII—XIII століть.

## У ролях
- Муслім Магомаєв — Нізамі (озвучил В'ячеслав Тихонов)
- Гаміда Омарова — Афаг
- Гасан Турабов — Музаффарі
- Аладдін Аббасов — Хагані Ширвані
- Гаджимурад Ягізаров — Гизил Арслан
- Ахмед Салахов — Зейд
- Гюльнара Саялієва — Ране
- Шахмар Алекперов — Осман
- Гамлет Ханизаде — Абу Бакр
- Всеволод Якут — Мутаззіл
- Расмі Джабраїлов — Заргар
- Мухтар Манієв — Газі
- Бахадур Алієв — Сархош
- Садих Гусейнов — Ата
- Ельданіз Расулов — брати-близнюки Махан і Башир

## Знімальна група
- Режисер — Ельдар Кулієв
- Сценаристи — Іса Гусейнов, Ельдар Кулієв
- Оператор — Ариф Нариманбеков
- Композитор — Кара Караєв
- Художник — Маїс Агабеков